# Sonia Rossi
Sonia Rossi (* 1982) ist eine aus Italien stammende Schriftstellerin, die autobiografische Romane in deutscher Sprache schreibt. Der Name Sonia Rossi ist ein Pseudonym, der bürgerliche Name der Autorin ist unbekannt.

## Leben
Medienberichten zufolge stammt Sonia Rossi aus Sizilien, anderen Angaben zufolge von einer kleinen süditalienischen Insel. Ihren elterlichen Hintergrund beschrieb sie als gutbürgerlich. 2001 zog sie nach Berlin und schrieb sich dort für ein Mathematikstudium ein. Ihren Lebensunterhalt – Bafög-Unterstützung war wegen ihrer nicht-deutschen Staatsangehörigkeit nicht möglich – bestritt sie zunächst mit Kellnern. Um ihre prekäre finanzielle Situation zu verbessern, betätigte sie sich neben dem Studium als Prostituierte. Nach ersten Erfahrungen mit Webcams auf Porno-Websites arbeitete sie in unterschiedlichen Etablissements – unter anderem einem Neuköllner Massagesalon, einem Bordell im Wedding, einem FKK-Club in Charlottenburg sowie – in intermezzohafter, zeitweiliger Form – in unterschiedlichen Laufhäusern außerhalb Berlins.
2008, vier Jahre nach ihrem Einstieg in die Prostitution, veröffentlichte sie einen autobiografischen Erfahrungsbericht unter dem Titel Fucking Berlin. Sowohl Buch als auch Autorin erfuhren in der Folge einige Resonanz. Um ihre Anonymität zu wahren, trat Rossi in öffentlichen Formaten mit Sonnenbrille und Perücke auf. Ungefähr zeitgleich zur Buchveröffentlichung sowie der Erlangung ihres Universitätsabschlusses beendete sie ihre Tätigkeit als Sexarbeiterin. Es folgten zwei weitere autobiografisch geprägte Buchtitel (Dating Berlin. Auf der Suche nach Mr. Right sowie, als E-Book, Kinderwunschtage).
Nach der Veröffentlichung von Fucking Berlin sowie erfolgtem Universitätsabschluss nahm Sonia Rossi eine Arbeit in der IT-Branche an. Sie hat zwei Söhne. Ihre Eltern sowie ihren engsten Freundeskreis, so Rossi, habe sie zwischenzeitlich über ihre frühere Tätigkeit informiert.

## Fucking Berlin(2008) undDating Berlin(2010)
In ihrem autobiografischen Debütroman Fucking Berlin von 2008 beschreibt Rossi, wie sie neben ihrem Mathematikstudium in Berlin anfing, als Prostituierte zu arbeiten, und mehrere Jahre in Wohnungsbordellen sowie anderen Etablissementformen tätig war. Er wurde 2009 ins Bulgarische, Estnische, Italienische, Niederländische, Slowenische, Spanische, Tschechische sowie ins Türkische übersetzt und 2010 ins Mongolische. Fucking Berlin wurde mit Svenja Jung in der Hauptrolle verfilmt und erschien im Oktober 2016 auf DVD.
Ihr zweites Buch, Dating Berlin. Auf der Suche nach Mr. Right, ist von 2010. Darin schildert Rossi, wie sie nach ihrem Ausstieg aus der Prostitution wieder im bürgerlichen Leben Fuß fasste und versuchte, über Online-Portale und durch die Teilnahme an Speed-Dating-Veranstaltungen einen Partner zu finden. Der Folgetitel zog zwar einige Presseresonanzen auf sich – etwa im Boulevardblatt Bild sowie im Berliner Tagesspiegel. An den kommerziellen Erfolg des Erstlings konnte Dating Berlin nicht anknüpfen.
2014 folgte als drittes Buch der autobiografische Bericht Kinderwunschtage als E-Book.

### Positionen
Als selbst Betroffene unterstrich Sonia Rossi die zentrale Aussage von Fucking Berlin – den unmittelbaren Zusammenhang zwischen Pay-Sex-Jobs und finanziell knapper Situation – sowohl im Buch selbst als auch gegenüber Medien. Gegenüber der Tageszeitung Die Welt äußerte sie, für einen gut bezahlten Job an der Universität hätte sie mindestens ein Vordiplom gebraucht, als studentische Hilfskraft, vom Kellnern oder von einem Callcenter-Job hätte sie nicht leben können. Rossi: „Ich brauchte Geld, nicht für Luxus, aber für einen gewissen Lebensstandard, für ein Handy, Klamotten, Miete und Strom.“ Ein weiteres Motiv, sich als Sexarbeiterin zu verdingen, sei – so ein Artikel in der Süddeutschen Zeitung – die vergleichsweise entspannte Arbeitsatmosphäre in einigen Etablissements sowie der kollegiale Zusammenhalt gewesen. „Wir haben immer lange auf Kunden gewartet und in der Zeit Karten gespielt, zusammen gegessen und getrunken – das macht man in einem normalen Job nicht.“ Rossi weiter: „Ich glaube, so eine nette Arbeitsstelle werde ich nie wieder in meinem Leben haben.“
Bezugnehmend auf Äußerungen des Pressesprechers des Deutschen Studentenwerks, niemand müsse sich in Deutschland prostituieren, um studieren zu können, bekräftigte Rossi in einem in dem Studentenmagazin Unicum erschienenen Interview ihre Sichtweise. Besagte Darstellung treffe, so Rossi, allenfalls dann zu, wenn man in einer Einzimmerwohnung ohne Möbel lebe, nur Toastscheiben mit Margarine esse und mit kaputten Schuhen herumlaufe. Ein weiteres wichtiges Anliegen, das sie zum Schreiben ihres Erfahrungsberichtes motiviert habe, sei die fehlende gesellschaftliche Akzeptanz von Prostitution sowie der unrealistische Blick auf die Bedingungen der Prostitution gewesen. Rossi gegenüber dem Spiegel: „Die Mehrheit der Frauen macht den Job, weil sie schnell und einfach Geld verdienen wollen – und zwar mehr, als sie das in einem normalen Beruf könnten. Für viele ist es ein Mittel zum Zweck; es ist nicht ihr Traumjob, aber er bringt Geld. Die meisten machen es freiwillig und können zu jeder Zeit aufhören.“

### Rezeption
Fucking Berlin verkaufte sich gut und stand wochenlang auf der Spiegel-Bestsellerliste. Eine Reihe Medien – darunter Welt, die Süddeutsche Zeitung sowie Spiegel und Spiegel Online – nahmen die Veröffentlichung zum Anlass für ein Porträt der Autorin oder eine Story zum Thema „Prostitution unter Studentinnen“. Die unmittelbaren Kritiken zum Buch fielen unterschiedlich aus. Ursula März, Literaturkritikerin der Zeit, warf Rossis Abhandlung eine gewisse Widersprüchlichkeit vor: „Offensichtlich fällt der Vorwurf der Doppelmoral auf die Dichterinnen der Horizontale zurück. Sie erwarten, ihr Beruf möge betrachtet werden wie irgendein anderer Beruf auch. Reklamieren aber, indem sie ein ganzes Buch über ihre Erwerbstätigkeit schreiben, deren Besonderheit. Also, was denn jetzt?“ Helge Rehbein vom Spiegel schrieb, Rossis Alltagsbeschreibungen erinnerten an „die Berliner Milieu-Zeichnungen Heinrich Zilles“. Sie handelten „von Gleitcreme und Kartoffelsuppe, vom Zusammenhalt und heftigen Feindschaften, von wenig Zärtlichkeit, viel Trieb und noch mehr Gewalt. Wenn man mit Sonia den Puff betritt und der Modern-Talking-Hit ‚You’re my Heart, you’re my Soul‘ ins Ohr dringt, denkt man sich irgendwann, das junge Mädchen hätte nun aber wirklich mal einen anständigen Kerl verdient.“
Ein Feature von Deutschlandradio Kultur, welches das Thema „Autobiografien von Prostituierten“ zum Inhalt hatte, porträtierte Sonia Rossi und ihr Buch im Rahmen einer Abhandlung über unterschiedliche Biografien. Das Resümee von Feature-Autorin Margarete Groschupf: Der Titel des Buches sei „(…) irreführend und bewusst doppeldeutig, die Sprache schlicht, der Inhalt dabei nach bestem Wissen und Gewissen ehrlich.“ Auch abseits des etablierten Medienbetriebs fand Rossis Buch unterschiedliche, teils kontroverse Resonanz – beispielsweise in dem Gothic- und Metal-Webfanzine Schwarzes Bayern, auf der Literaturwebseite Literaturreport.com sowie in dem Weblog Die Stachelbeere.
In der WDR-Talkshow Plasberg persönlich äußerte Moderator Frank Plasberg Zweifel am Wahrheitsgehalt der Autobiografie. Plasberg zu Rossi: „Ist Ihre Verkleidung nicht auch ein Marketing-Trick, um Ihr Buch zu verkaufen? Müssen wir Angst haben, dass Sie sich eines Tages die Perücke vom Kopf reißen und sagen: Ätschi-bätschi, ich bin gar keine Mathematik-Studentin?“ In einem Interview nach der Sendung äußerte Plasberg noch einmal den Verdacht, Rossis Geschichte sei zu großen Teilen erfunden.

## Veröffentlichungen
- Fucking Berlin. Studentin und Teilzeithure. Ullstein Verlag, 2008, ISBN 978-3-548-37264-8.
- Dating Berlin. Auf der Jagd nach Mr. Right. Ullstein Verlag, 2010, ISBN 978-3-548-37315-7.
- Kinderwunsch-Tage. epubli  (E-Book) 2014.